# أناتولي أزارينكوف
أناتولي ألكسندروفيتش أزارينكوف (مواليد 5 أبريل 1938) هو أوكراني مدرب ولاعب كرة قدم سابق. وُلد في أوديسا، أوكرانيا. لعب خلال مسيرته لعدة أندية منها إف سي تشيرنومورتس أوديسا، إف سي شاختار نوفوفولينسك، إف سي فولين لوتسك، إف سي بوكوفينا تشيرنيفتسي، إم إف سي ميكولايف، وكريفباس كريفوي ريه.
درب أندية ومنتخبات منها كريفباس كريفوي ريه، سوريا، الأهلي في سلطنة عمان، الكويت تحت 20 سنة، العربي، وإف سي تشيرنومورتس أوديسا.
حصل على لقب "المدرب الفخري لأوكرانيا" سنة 1983.

## روابط خارجية
- صفحة اللاعب على Odesa Sport